# هرنییس د سراتو
هرنییس د سراتو (به اسپانیایی: Hornillos de Cerrato) یک شهرستان در اسپانیا است که در استان پالنسیا واقع شده‌است.

## خصوصیات
هرنییس د سراتو ۳۵ کیلومترمربع مساحت و ۱۱۸ نفر جمعیت دارد.